# Hugo von Lusignan († 1169)
Hugo von Lusignan († 1169) aus dem Adelsgeschlecht Lusignan war Regent der Herrschaft Lusignan und der Grafschaft La Marche. Er war der Sohn von Hugo VIII. von Lusignan, Herr von Lusignan, Graf von La Marche, und dessen Gattin Bourgogne de Rançon.
Hugo regierte als ältester Sohn und designierter Erbe die Ländereien seines Vaters, als dieser einen Kreuzzug ins Heilige Land unternahm. Dort geriet sein Vater 1164 in muslimische Gefangenschaft und wurde in Aleppo eingekerkert, wo er schließlich 1173 starb. Da Hugo selbst bereits 1169 starb, wurde nicht er, sondern sein Sohn Hugo, also ein Enkel von Hugo VIII., dessen Nachfolger als Hugo IX.
Mit seiner Ehefrau namens Orengarde hatte er zwei Söhne und eine Tochter:
- Hugo IX. von Lusignan († 1219), Herr von Lusignan und Graf von La Marche;
- Rudolf von Lusignan († 1219), Herr von Issoudun, Graf von Eu;
- Alamanda († nach 1169).